# Robert Belfiore
Pour les articles homonymes, voir Belfiore (homonymie).
Robert Belfiore est un écrivain français, né à Albi le 8 septembre 1951.

## Biographie
Sa famille s’installe à Nantes en 1952. C’est là qu’il grandit et fait ses études (collège Victor-Hugo, lycée Clemenceau, Faculté des Lettres). Durant son enfance et son adolescence, il est un dévoreur de contes, récits fantastiques, romans de SF, bandes dessinées, autant que d'œuvres plus classiques. Devenu professeur de lettres, il enseigne à partir de 1976 dans la région d’Angers puis près de Nantes. En 1984, le manuscrit de son premier roman de science-fiction, Une fille de Caïn, est envoyé par la Poste aux éditions J'ai lu. Jacques Sadoul l’apprécie (« Pour la seconde fois en quinze ans, j’ai le plaisir de découvrir un bon livre parmi les manuscrits reçus quotidiennement, le vôtre. », lettre datée du 6 juillet 1984) et l’édite en 1985.
Après La Huitième Vie du chat, autre roman publié par Sadoul, Belfiore se détourne momentanément de la SF. Le manuscrit de Petite ou l’Âge d’or, un conte philosophique moderne, est remarqué par Françoise Verny, alors directrice éditoriale chez Flammarion, et le livre paraît en 1990. Sollicité par les éditions Bayard, Belfiore écrit ensuite son premier roman pour jeunes lecteurs : Crime de papier, qui paraît dans la revue Je Bouquine de septembre 1993. C’est le début d’une série de textes pour la jeunesse, publiés chez divers éditeurs : Milan, Nathan, Hachette, Mango. Belfiore travaille durant cette période avec Denis Guiot, en écrivant notamment pour lui Le Maître de Juventa et La Petite Joueuse d’échecs.
Entre 2008 et 2013, Belfiore publie un cycle romanesque intitulé Les Écrans de brume, une épopée pour jeunes lecteurs dans laquelle il ne craint pas de mélanger les genres : vie quotidienne, SF et fantasy, mythologie.
Robert Belfiore vit depuis l'année 2002 à Montpellier.